# Gerrit Wagner (componist)
Gerrit Anthonie Alexander (Gerrit) Wagner, ook wel Gerrit Antoine Alexandre Wagner, (Amsterdam, 8 maart 1862 – Antwerpen, 24 november 1892) was een Vlaams componist van Nederlandse komaf.
Hij kreeg zijn eerste muzikale opleiding van Henri François Robert Brandts Buys. In 1885 kon hij verder studeren bij de muziekschool van Peter Benoit en Jan Blockx in Antwerpen. Docenten waren aldaar Jos Huybrechts (harmonieleer), Joseph Tilborghs (contrapunt en fuga) en Jan Blockx (orkestratie en compositieleer). Hij was bevriend met medestudent Lodewijk Mortelmans en diens broer de kunstschilder Frans Mortelmans, die hem ook nog geportretteerd heeft. In 1889 werd hij koordirigent (Antwerpsch Mannenkoor). Hij gaf vaak leiding aan uitvoeringen van zijn eigen werk, of dat nu voor koor of voor een ander ensemble was. Door zijn ziekte verloor hij leerlingen en inkomsten en werd vervolgens financieel bijgestaan door zijn voormalige docent Blockx.
Zijn oeuvre is beperkt, en dan nog vooral in manuscript in 2002 beschadigd teruggevonden bij derden:
- Babylonische gevangenschap, Psalm 136 met tekst van Joost van den Vondel; voor solisten, zangkwartet, koor en orkest (1888)
- Lentezang, voor koor en orkest (1888)
- Zusterengelen, een symfonie voor groot orkest (1888)
- Licht zij uw geest (1890), op tekst van Emanuel Hiel
- Napoléon (1890) op tekst van Victor Hugo)
- Hafisa (1890)
- Toewijding, karakteruitdrukking voor snaarspeeltuigen (1891)
- Esther, een opera (naar een libretto van hemzelf, onvoltooid)
- Hulde aan Conscience  (1892)
- Poeme symphonique (1892)

Hij werd geboren aan de Schippersgracht binnen het gezin van zeeman Gerrit Antonie Wagner en Maria Elisabeth op de Macks. Vader Wagner was vanaf 1859 enige tijd kapitein op de Plancius, liep met schip aan de grond en was vanaf 1865 handelaar in wijn. Hijzelf was gehuwd met Anna Francisca Simons. Twee kinderen zijn vernoemd naar twee mensen uit de muziekwereld met dezelfde achternaam. Siegfried werd vernoemd naar Siegfried Wagner, Richard naar Richard Wagner. Siegfried werd daarbij muzikant. Gerrit overleed op dertigjarige leeftijd aan tuberculose.